# 痛散湯
痛散湯（つうさんとう）は、再春館製薬所が販売する、一般名としては麻杏薏甘湯加防已（まきょうよく・かんとう・かぼうい）と称される一般用生薬製剤である。
指定第二類医薬品に区分されるため、ラジオCMでは「薬剤師又は登録販売者にご相談の上、使用上の注意をよく読んで正しくお使いください。」のアナウンスが流れる。しかし、再春館製薬所の通信販売及び直営店舗でしか購入できないため、一般用医薬品でありながら薬局やドラッグストアでは購入できない特殊な市販薬である。同じ薬を要する場合、薬研による調合を行なっている漢方薬局に調合を依頼する必要がある。
日本で唯一、従来から通信販売が行なわれていた医薬品でもある。
痛散湯には2種類の製品があり、煎じタイプ（商品名：痛散湯）と、顆粒タイプ（商品名：再春痛散湯エキス顆粒）がある。1960年に煎じタイプ、1969年に顆粒タイプの製造販売承認を取得している。

## 製品概要
痛散湯は、後漢の張仲景が書いた漢方の古典である『金匱要略』に記載されている麻杏薏甘湯を処方の由来としており、これに、痛みの改善を目的として「利水消腫」の効能を持つ防已（ボウイ）が加えられた（加防已）独自の処方である。
また、漢方医学独自の「気・血・水」の考え方に基づいて開発された製剤で、独自に配合された生薬の相乗効果で痛みを徐々に緩和する。対症療法的に痛みを緩和させる西洋医学とは異なり、「根本治療」考え方に基づき「気・血・水」のバランスの乱れを改善し、痛みが起こりにくい体質へと改善していく医薬品である。。
痛散湯の特徴として、化学原料を一切使用せず生薬のみを原料として製造されている。そのため、身体への作用は穏やかだが、継続することにより慢性的な痛みに効果を発揮する。痛散湯を販売している再春館製薬所では、「養生」という考え方がなされているが、これは、身体に本来備わっている自然治癒力を最大限に活かすために、普段から食べ物を工夫したり身体を気遣ったりすることをいう。
防已が追加されていない「麻杏薏甘湯」はツムラでも取り扱っている。

## 構成生薬
- 煎じタイプ（商品名：痛散湯）[7]

1. 麻黄（マオウ）
2. 杏仁（キョウニン）
3. 薏苡仁（ヨクイニン）
4. 甘草（カンゾウ）
5. 防已（ボウイ）

- 顆粒タイプ（商品名：再春痛散湯エキス顆粒）[8]

1. 麻黄（マオウ）
2. 杏仁（キョウニン）
3. 薏苡仁（ヨクイニン）
4. 甘草（カンゾウ）
5. 防已（ボウイ）
6. 動物胆（どうぶつたん）

## 効能効果
- 煎じタイプ（商品名：痛散湯）[7]

三叉神経痛、肋間神経痛、後頭神経痛、腕神経痛、坐骨神経痛などの各種神経痛、急性慢性関節リウマチ・肩関節周囲炎（四十肩）などの疼痛に効果あり。
- 顆粒タイプ（商品名：再春痛散湯エキス顆粒）[8]

発熱して諸関節や各処の筋肉が腫れて痛む、神経痛・リウマチ・肩痛・筋肉痛・関節炎の諸症に効果あり。

## 有効性（データ）
医薬品の臨床試験に関する基準（GCP基準）に準拠した臨床試験を2003年6月1日 - 2004年3月31日の期間で行った。
顆粒タイプを3カ月服用して、変形性膝関節症、肩関節周囲炎、坐骨神経痛の自発痛が60%以上改善した人数の割合はそれぞれ91.7%、87.5%、78.6%であった。

## 薬効薬理
僧帽筋部・関節軟骨に対する作用
顆粒タイプのヒトへの16週間の経口投与により、筋肉の緊張緩和と、軟骨コラーゲンの分解が抑制される可能性を認めた。